# Port lotniczy Barnstable
Port lotniczy Barnstable (IATA: HYA, ICAO: KHYA) – port lotniczy położony 2 km na północ od centrum Hyannis, w stanie Massachusetts, w Stanach Zjednoczonych.